# Pionniers malgré eux
Pour plus de détails, voir Fiche technique et Distribution.
Pionniers malgré eux ou Partons vers l'est au Québec (Wagons East!) est un film américain réalisé par Peter Markle, sorti en 1994.

## Synopsis
Incapables de s'adapter à l'ouest sauvage américain, quelques citoyens décident de reprendre la route vers l'Est et de rejoindre ainsi Saint-Louis. Éleveur persécuté, banquier détroussé ou belle de nuit endettée, ces déçus de l'Ouest engagent un conducteur de convoi nommé James Harlow, alcoolique au passé trouble, pour guider leur convoi. Mais cette fuite volontaire n'arrange en rien les affaires de la compagnie des chemins de fer, qui espérait s'enrichir grâce à la ruée vers l'ouest. Voyant que leur convoi fait des émules, la compagnie engage un tueur nommé Slade, afin de contrarier ces pionniers d'un genre nouveau. Malgré toutes les épreuves, le convoi poursuit sa route. Mais James Harlow les ayant amenés en plein territoire indien, nos valeureux pionniers se trouvent surpris de l'aide et de la protection que leur apportent les indiens, trop heureux de voir des « visages pâles » quitter enfin leurs terres…

## Fiche technique
- Titre original : Wagons East!
- Titre français : Pionniers malgré eux
- Titre québécois : Partons vers l'est
- Réalisation : Peter Markle
- Scénario : Matthew Carlson (en) d'après une histoire de Jerry Abrahamson
- Décors : Vincent M. Cresciman[1]
- Costumes : Adolfo Ramírez[2]
- Photographie : Frank Tidy
- Musique : Michael Small
- Montage : Scott Conrad
- Production : Gary M. Goodman[3], Robert F. Newmyer (en)[4], Barry Rosen, Jeffrey Silver
- Sociétés de production : Carolco Pictures, TriStar Pictures, Outlaw Productions
- Sociétés de distribution : TriStar Pictures, Sony Pictures Entertainment
- Pays d'origine :  États-Unis
- Langue originale : anglais
- Format : couleur – 35 mm – 1,85 : 1 – son Dolby SR – SDDS
- Genre : western, comédie
- Durée : 107 minutes
- Dates de sortie : 
  - États-Unis : 26 août 1994
  - France : 1996 (sorti directement en VHS)
  - Québec : 12 août 1995 (directement à la télévision sur Super Écran)

## Distribution
- John Candy (VF : Patrice Melennec) : James Harlow
- Richard Lewis (VF : Luc Mitéran - https://lucmiteran.com) : Phil Taylor
- John C. McGinley (VF : Marc Bretonnière) : Julian
- Ellen Greene (VF : Éléonore Caron) : Belle
- Robert Picardo (VF : Jean-Marie Boyer) : Ben Wheeler
- Rodney A. Grant : Little Feather / Big Snake
- Ed Lauter (VF : Michel Rimbault) : John Slade
- William Sanderson (VF : Thierry Mercier) : Zeke
- Joel McKinnon Miller : Zack Ferguson
- Tony Pierce (VF : Bruno Ouzeau) : Junior Ferguson
- Marvin J. McIntyre (VF : Sylvain Lemarié) : Irving Ferguson
- Abraham Benrubi : Abe Ferguson
- David Dunard (VF : Patrice Baudrier) : Harry Bob Ferguson
- Thomas F. Duffy (VF : Jean-Yves Lievaux) : Clayton Ferguson
- Russell Means (VF : René Lafleur) : chef
- Lochlyn Munro (VF : Guillaume Lebon) : Billy
- Melinda Culea (VF : Catherine Le Henan) : Constance Taylor
- Don Lake (VF : Michel Roy) : le lieutenant Bailey
- Ethan Phillips (VF : Antoine Tomé) : le commandant Smedly
- Charles Rocket (VF : Gérard Loreau) : le général William H. Larchmont
- Gailard Sartain (VF : Jean-Claude de Goros) : J. P. Moreland (non crédité)
- Robin McKee (de) (VF : Anne Ludovik) : Lindsey Thurlow
- Ingrid Nuernberg (VF : Claude Chantal) : Henrietta Wheeler
- Stuart Proud Eagle Grant (gl) (VF : Gilles Marino) : Nuage Blanc
- Derek Senft (VF : Michel Orphelin) : Jeremiah Taylor
- Jill Boyd (VF : Ambre Leprevost) : Prudence Taylor
- Ryan Cutrona (en) (VF : Aurélien Deni) : Tom
- Billy Daydoge : l'aîné
- Douglas Carlson : le patron du saloon
- Bud Davis : le chef Desperado

 Source et légende : version française (VF) sur RS Doublage et selon le carton du doublage français.

## Anecdote
Il s'agit du dernier film de John Candy, décédé durant le tournage le 4 mars 1994. Quelques scènes restantes n'ont pas été filmées, ou l'ont été en utilisant un remplaçant, avec un scénario récrit pour ne pas l'impliquer[réf. souhaitée]. Le film lui est d'ailleurs dédié.